# 20-Letie Nezavisimostistadion
Het 20-Letie Nezavisimostistadion is een multifunctioneel stadion in Choedzjand, een stad in Tadzjikistan. De naam van het stadion betekent '20e jaar onafhankelijkheid'.
In het stadion is plaats voor 25.000 toeschouwers. Het stadion werd geopend in 2009.
Het stadion wordt vooral gebruikt voor voetbalwedstrijden, de voetbalclub FK Choedzjand maakt gebruik van dit stadion. Ook het Tadzjieks voetbalelftal speelde een aantal keer een internationale wedstrijd in het stadion.

## Interlands
| No. | Datum            | Wedstrijd                  | Uitslag | Toernooi             |                  |
| --- | ---------------- | -------------------------- | ------- | -------------------- | ---------------- |
| 1.  | 29 februari 2012 | Tadzjikistan – Noord-Korea | 1–1     | WK 2014 kwalificatie | Onderlinge duels |
| 2.  | 27 augustus 2016 | Tadzjikistan – Syrië       | 0–0     | Vriendschappelijk    | Onderlinge duels |